# Cemetery of Splendour
Cemetery of Splendour (tailandès รักที่ขอนแก่น, RTGS: Rak Ti Khon Kaen) és una pel·lícula dramàtica tailandesa escrita , produïda, i dirigida per Apichatpong Weerasethakul el 2015. La trama gira al voltant d'una epidèmia de malaltia del son que s'estén en la qual els esperits apareixen afectats i les al·lucinacions esdevenen indistinguibles de la realitat. L'epidèmia és una metàfora de problemes personals i de la societat tailandesa. La pel·lícula es va estrenar a la secció Un Certain Regard al 68è Festival Internacional de Cinema de Canes amb elogis de la crítica. Ha estat subtitulada al català.

## Argument
Els soldats amb una misteriosa malaltia del son són traslladats a una clínica temporal d'una antiga escola. L'espai ple de memòria es converteix en un món revelador per a la mestressa de casa i voluntària Jen, mentre vetlla per Itt, un bonic soldat sense visitants familiars. Jen es fa amistat amb el jove mitjà Keng, que utilitza els seus poders psíquics per ajudar els éssers estimats a comunicar-se amb els homes en coma. Els metges exploren maneres, inclosa la teràpia de llum de colors, per alleujar els somnis problemàtics dels homes. Jen descobreix el quadern críptic d'Itt d'escrits estranys i esbossos de plànols. Pot haver-hi una connexió entre la síndrome enigmàtica dels soldats i un lloc antic mític sota la clínica. La màgia, la curació, el romanç i els somnis són part del camí de Jen cap a una consciència més profunda d'ella mateixa i del món que l'envolta.

## Repartiment
- Banlop Lomnoi com a Itt
- Jenjira Pongpas com a Jenjira
- Jarinpattra Rueangram com Keng
- Petcharat Chaiburi com a infermera Tet

## Llançament
Cemetery of Splendour fou estrenada a la secció Un Certain Regard del 68è Festival Internacional de Cinema de Canes.

## Recepció

### Resposta crítica
A Rotten Tomatoes, la pel·lícula té una puntuació d'aprovació del 97% basada en 71 crítiques, amb una valoració mitjana de 8/10. El consens del lloc diu: "Cemetery of Splendour eludeix amb gràcia els esforços per determinar el seu significat alhora que ofereix als espectadors pacients una altra meravella suaument hipnòtica de l'escriptor/director Apichatpong Weerasethakul." A Metacritic, la pel·lícula té una puntuació mitjana ponderada de 87 sobre 100 basada en 17 ressenyes, cosa que indica "aclamació universal".

### Llistes de final d’any
Cemetery of Splendour va ocupar el cinquè lloc a les 20 millors pel·lícules del 2015 Sight & Sound, i la segona en la llista de les 10 primeres de 2015 de Cahiers du Cinéma.

### Reconeixements
| Premi / Festival                                               | Categoria               | Receptor(s)               | Resultat  |
| -------------------------------------------------------------- | ----------------------- | ------------------------- | --------- |
| Asia Pacific Screen Awards                                     | Millor pel·lícula       | Apichatpong Weerasethakul | Guanyador |
| Asia Pacific Screen Awards                                     | Assoliment en direcció  | Apichatpong Weerasethakul | Nominat   |
| 68è Festival Internacional de Cinema de Canes                  | Premi Un Certain Regard | Apichatpong Weerasethakul | Nominat   |
| 2016 International Cinephile Society Awards                    | Premi ICS               | Apichatpong Weerasethakul | Guanyador |
| Festival de Cinema de Londres de 2015                          | Millor pel·lícula       | Apichatpong Weerasethakul | Nominat   |
| Online Film Critics Society Awards 2015                        | Milor estrena no EUA    | Apichatpong Weerasethakul | Guanyador |
| Festival de Cinema de Pancevo de 2015                          | Premi Lighthouse        | Apichatpong Weerasethakul | Guanyador |
| XLVIII Festival Internacional de Cinema Fantàstic de Catalunya | Millor pel·lícula       | Apichatpong Weerasethakul | Nominat   |